# ライアン・ボリンジャー
ライアン・マイケル・ボリンジャー（Ryan Michael Bollinger、1991年2月4日 - ）は、アメリカ合衆国・カリフォルニア州アップルバレー出身のプロ野球選手（投手）。左投左打。ドイツ・ブンデスリーガのハール・ディサイプルズ所属。

## 経歴

### フィリーズ傘下時代
2009年のMLBドラフト47巡目（全体1427位）でフィラデルフィア・フィリーズから一塁手として指名され、入団。傘下ルーキー級ガルフ・コーストリーグ・フィリーズに配属された。この年は7試合に出場し打率.174の成績を残した。
2010年6月15日にフィリーズから放出された。

### 米独立リーグ時代
2010年7月に米独立リーグのフロンティアリーグに加盟するウィンディシティ・サンダーボルツと契約を結び、この際に一塁手から投手に転向。同年は6試合に登板し、5.0回を投げて防御率0.00の成績を残した。

### ホワイトソックス傘下時代
2010年10月7日にシカゴ・ホワイトソックスとマイナー契約を結んだ。
ホワイトソックス傘下では2011年から3シーズンプレーし、最高で傘下A級カナポリス・インティミデイターズまで昇格した。
2014年3月25日に自由契約となった。

### 米独立リーグ時代
2014年は北米独立リーグであるアメリカン・アソシエーションのセントポール・セインツと契約を結び、7試合に登板して防御率9.00の成績を挙げた。シーズン途中に退団しカナディアン・アメリカン・リーグに加盟するトロワリヴィエール・エーグルスと契約。さらに8月15日にトレードでウィニペグ・ゴールドアイズに移籍した後、約1ヶ月後の9月23日に再びトレードされトロワリヴィエール・エーグルスに復帰した。最終的に同年シーズンは独立リーグ3球団を渡り歩く形となり、合計で24試合に登板し防御率6.48の成績を残した。
トロワリヴィエール・エーグルスでは2016年までプレーし、主に先発投手として起用された。

### ドイツ球界時代
2017年2月1日、ドイツのブンデスリーガに加盟するハール・ディサイプルズと契約。同地では先発投手として10勝1敗、防御率0.76の好成績を残し、ブンデスリーガ南地区の最優秀投手に選ばれた。同年は106.0回を投げて178奪三振を記録し、ブンデスリーガにおける1シーズンの最多奪三振記録を更新した。シーズン終了後にはオーストラリアン・ベースボールリーグに加盟するブリスベン・バンディッツと契約。同年のほか、2018年と2019年のシーズンオフも同チームでプレーした。

### ヤンキース傘下時代
2017年12月16日にニューヨーク・ヤンキースとマイナー契約を結んだ。
2018年は傘下AAA級スクラントン・ウィルクスバリ・レイルライダースで開幕を迎え、その後は傘下AA級トレントン・サンダーでプレーしていたが、5月23日にジオバニー・ガジェゴスに替わってAAA級を飛び越えメジャー初昇格を果たした。しかしメジャーでの出場機会はなく、翌日にマイナー降格となった。その後は7月31日にもメジャー昇格を果たしたが、またしても翌日にマイナー降格となり、9月1日にDFAとなった。

### パドレス傘下時代
2018年11月26日にサンディエゴ・パドレスとマイナー契約を結び、2019年のスプリングトレーニングに招待選手として参加したが、開幕前の3月27日に自由契約となった。

### 富邦時代
2019年6月5日、KBOリーグのSKワイバーンズへ移籍したヘンリー・ソーサの代替選手として、中華職業棒球大聯盟（CPBL）に加盟する富邦ガーディアンズと契約した。富邦時代の登録名は包林傑。この年は19試合に登板して6勝5敗、防御率4.31を記録し、シーズン途中入団ながら127奪三振を記録した。
2020年も引き続き富邦と契約したが、この年は足の故障により登板機会がなく、8月6日に自由契約となった。

### 楽天モンキーズ時代
2020年12月15日、CPBLの楽天モンキーズと契約を結んだことが発表された。楽天での登録名は霸林爵。
2021年は19試合に先発登板して5勝7敗、防御率2.80を記録し、106.0回を投げて114奪三振を記録した。オフの12月28日に2022年シーズンも楽天と契約を結んだことが発表された。
2022年は23試合に登板して8勝6敗、防御率4.01の成績を残した。しかしシーズン中に負傷したため台湾シリーズでは登録メンバーから外れ、代わりに台湾シリーズ第2戦（楽天桃園野球場）では始球式を務めた。オフに楽天と契約を更新せず、退団した。

### ドイツ球界時代
2024年2月にドイツ・ブンデスリーガのハール・ディサイプルズに7シーズンぶりに復帰した。

## 詳細情報

### 年度別投手成績
| 年 度     | 球 団     | 登 板 | 先 発 | 完 投 | 完 封 | 無 四 球 | 勝 利 | 敗 戦 | セ 丨 ブ | ホ 丨 ル ド | 勝 率 | 打 者 | 投 球 回 | 被 安 打 | 被 本 塁 打 | 与 四 球 | 敬 遠 | 与 死 球 | 奪 三 振 | 暴 投 | ボ 丨 ク | 失 点 | 自 責 点 | 防 御 率 | W H I P |
| --------- | --------- | ----- | ----- | ----- | ----- | -------- | ----- | ----- | -------- | ----------- | ----- | ----- | -------- | -------- | ----------- | -------- | ----- | -------- | -------- | ----- | -------- | ----- | -------- | -------- | ------- |
| 2019      | 富邦      | 19    | 19    | 1     | 1     | 1        | 6     | 5     | 0        | 0           | .545  | 470   | 108.2    | 108      | 8           | 34       | 0     | 10       | 127      | 5     | 1        | 57    | 52       | 4.31     | 1.31    |
| 2021      | 楽天      | 19    | 19    | 1     | 1     | 0        | 5     | 7     | 0        | 0           | .417  | 461   | 106.0    | 103      | 3           | 30       | 0     | 7        | 114      | 10    | 0        | 44    | 33       | 2.80     | 1.25    |
| 2022      | 楽天      | 23    | 23    | 0     | 0     | 0        | 8     | 6     | 0        | 0           | .571  | 560   | 130.1    | 145      | 9           | 36       | 0     | 4        | 114      | 5     | 0        | 64    | 58       | 4.01     | 1.39    |
| CPBL：3年 | CPBL：3年 | 61    | 61    | 2     | 2     | 0        | 19    | 18    | 0        | 0           | .514  | 1491  | 345.0    | 356      | 20          | 100      | 0     | 21       | 355      | 20    | 1        | 165   | 143      | 3.73     | 1.32    |

- 各年度の太字はリーグ最高

### 背番号
- 49（2019年 - 2020年）
- 27（2021年 - 2022年）